# Włodawa

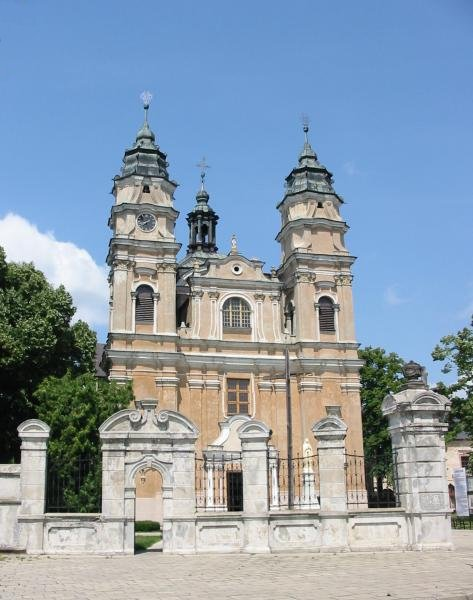
Włodawa kyrka.

Włodawa, stad som ligger i östra Polen vid floden Västra Bug, nära gränserna till Belarus och Ukraina. Staden har ca 14 800 invånare (2001).